# Бежични усмеривач
Бежични усмеривач је уређај који обавља функције рутера и такође укључује функције бежичне приступне тачке. Користи се за приступ интернету или приватној мрежи. У зависности од произвођача и модела усмеривачи могу функционисати у локалној жичној мрежи, бежичној локалној мрежи или у мешовитој жичаној и бежичној мрежи.

## Карактеристике
Обично имају један или више мрежних адаптера који подржавају брзи eтернет порт или гигабитни eтернет порт , који су интегрисани унутар главног система на чипу (SoC) око којег је усмеривач изграђен. Етернет окидач описан у IEEE 802.1Q може међусобно повезати више портова. Неки усмеривачи имплементирају везу агрегације путем које се могу користити два или више портова заједно побољшавајући пропусност и редунданцију.
Све бежичне усмериваче карактерише један или више адаптера интерфесја бежичне мреже. Они су такође интегрисани унутар главног SoC или могу бити засебни чипови на штампаној плочи. Поред наведеног, може бити и посебна картица повезана преко MiniPCI или  MiniPCIe интерфејса. Неки двоопсежни бежични усмеривачи раде истовремено на опсезима 2.4 GHz и 5 GHz. Бежични адаптери подржавају део породице стандарда IEEE 802.11, многи двоопсежни бежични усмеривачи имају брзине преноса података веће од 300 Mbit/s (за опсег 2.4 GHz) и 450 Mbit/s (за опсег 5 GHz) . Неки бежични усмеривачи пружају више токова који омогућавају вишеструке брзине преноса података(на пример бежични усмеривач са три тока омогућава пренос до 1.3 Gbit/s на опсегу од 5 GHz ).
Неки бежични рутери имају један или два USB порта. Они се могу користити за повезивање штампача или мобилног спољног хард диска који ће се користити као заједнички ресурс на мрежи. Поред повезивања бежичног усмеривача на Етернет са xDSL или кабловским модемом, USB порт се такође може користити за повезивање широкоопсежног модема. Мобилни широкопојасни USB адаптер може се шпвезати са усмеривачем за дељење мобилне широкоопсежне интернет везе путем бежичне мреже. Неки бежични усмеривачи могу долазити са интегрисаним xDSL модемом, DOCSIS модемом , LTE модемом или модемом оптичким флакном.
Дугме за клонирање Wi-Fi поједностављује његову конфигурацију и ствара беспрекорну јединствену кућну мрежу, омогућавајући Super Range Extension, што значи да може аутоматски коширати SSID и лозинку усмеривача.

## Оперативни систем
Најчешћи оперативни систем на таквим уређајима је Linux. У мањој мери се користи VxWorks. Уређаји су конфигурисани преко веб корисничког интерфејса. Могуће је да рачунар са оперативним системом који садржи одговарајући софтвер се понаша као бежични усмеривач. Оваква појава се обично назива SoftAP. 
Године 2003., Linksys је био приморан да отвори изворни софтвер фирмвер своје серије рутера WRT54G (најпродаванији рутери свих времена) након што су људи на дописној листи језгра Linux открили да користи GPL Linux код.  Године 2008 . Cisco је тужен ѕбог сличних проблема са Linksys усмеривачима. Од тада су на овој основи изграђени различити пројекти отвореног кода, укључујући OpenWrt, DD-WRT, и Tomato.
У 2016. години, различити произвођачи су променили свој фирмвер како би блокирали прилагођене инсталације након одлуке FCC –а. Међутим, неке компаније планирају да наставе да званично подржавају софтвер отвореног кода, укључујући Linksys  и Asus.